# 紅肉

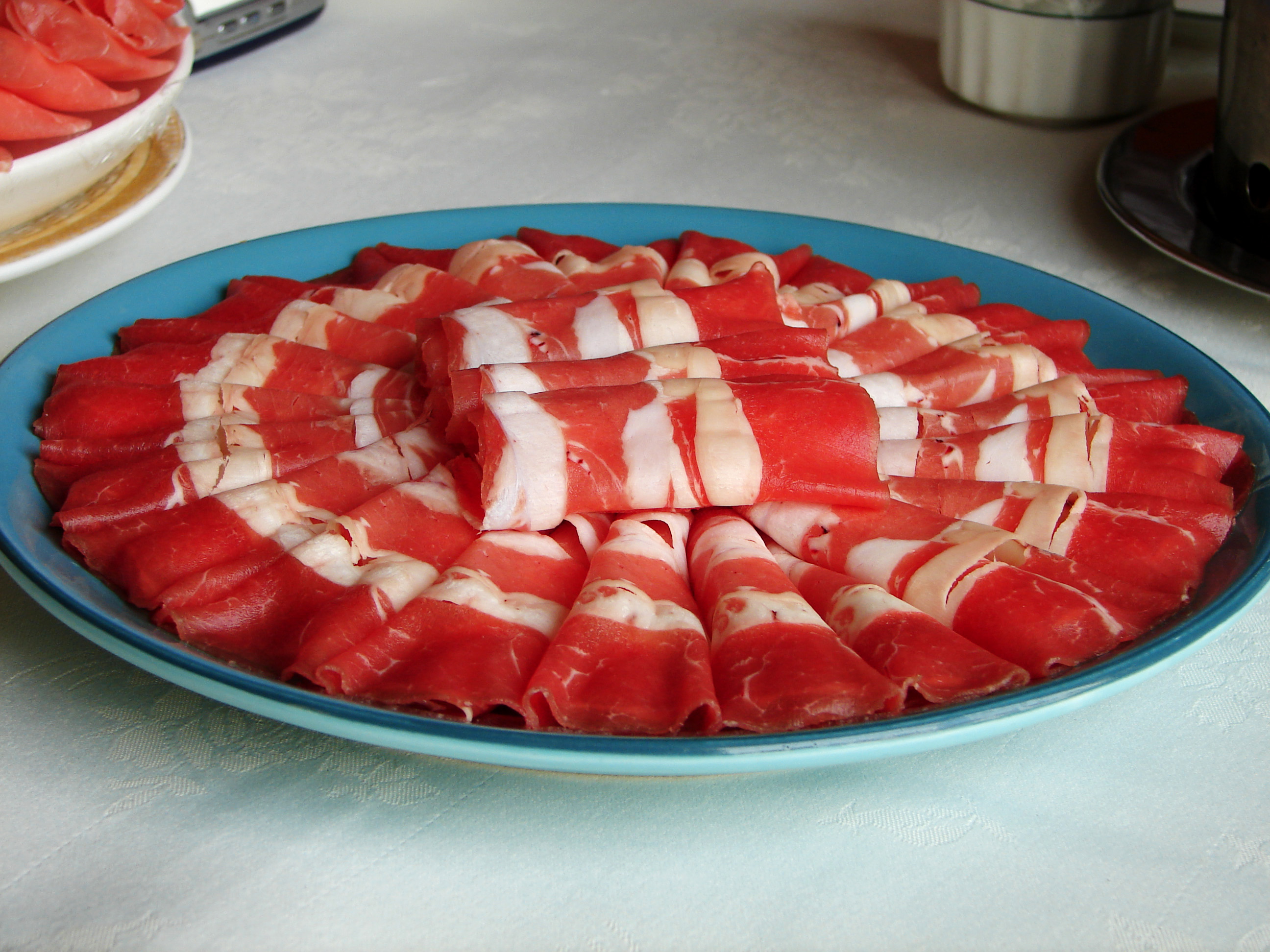
未煮熟的生牛肉，其肉色呈現鮮紅色

红肉作为营养学名词，指的是在烹飪前呈現出紅色的肉，具體來說，牛肉、豬肉、羊肉、鹿肉、兔肉等哺乳動物的肉都是紅肉，不包括禽類和魚類。根据这个定义，有些肉類如豬肉，在營養學中分类为紅肉，只有在营养学外，因其他如烹調的因素才会称之为白肉（如：蒜泥白肉）。

## 肉色的成因與歸類
紅肉的顔色來自於哺乳動物肉中含有的肌紅蛋白；肌紅蛋白是一種蛋白質，能夠將氧儲存於動物的肌肉中。烹飪好後的食物的顔色不能作為判斷是否紅肉的標準。不管牛肉做成什麼顔色都是紅肉；同樣，豬肉雖在烹飪時變為白色，仍然是紅肉。相反地，鳥類（雞、鴨、鵝、火雞等）、魚、爬行動物、兩棲動物、甲殼類動物（蝦蟹等）或雙殼類動物（牡蠣、蛤蜊等）等非哺乳動物的肉都不是紅肉（可以算作白肉）；儘管如鮭魚肉是紅色，也不能算作紅肉，因為其為蝦紅素的呈色，而非肌紅蛋白的顏色；實際上鳥類的肌肉是含有微量肌紅蛋白，而鳥類翅膀和腿部及鵝、鴨、鴕鳥、鴯鶓等肌肉上含有較多的肌紅蛋白，但卻也不算是紅肉，而被稱為深色肉（dark meat）。

## 名詞區別
紅肉（red meat）與紅肌（red muscle）的概念是不同的；後者是骨骼肌根據肌纖維顏色不同而作的“過時”分類，現在已知其成分大略是慢縮肌纖維Type I 與快縮肌纖維 Type IIA 的籠統合稱，因具較多的微血管、肌紅蛋白及线粒体，而有高的有氧呼吸能力及抗疲勞能力。

## 營養與人體健康
紅肉中有豐富的鐵，素食主義者和不進食紅肉的人應該多吃含鐵豐富的食物。紅肉中也含有豐富的蛋白質、鋅、煙酸、維生素B12、硫胺、核黃素和磷等。
目前一些研究懷疑红肉具有對人體的壞處：
紅肉含有的血紅素鐵攝取“過多”，會導致過多自由基的產生及N-亞硝基化合物的形成，進而促進發炎、動脈硬化、癌症等。
在2012年，哈佛大學最新的統計數據顯示，為了減少癌症及心血管疾病的風險，每人每天的紅肉攝取量應該低於42g，其原因是高量的飽和脂肪與膽固醇，而加工肉品（包含由白肉為原料的加工肉品）的攝取量則要更低，因為加工肉品高鹽高脂肪又有亚硝酸钠（代谢产物具有致癌性）。
紅肉的主要健康風險被認為是來自於飽和脂肪與膽固醇（主要出現在肥肉）、加工（高鹽及添加致癌物質）、燒烤、及缺乏ω-3脂肪酸（可以另外補充）；而紅肉生產商一直表示，去除可見脂肪的精瘦紅肉，其膽固醇與飽和脂肪含量只會略高於精瘦的白肉，因此精瘦的紅肉及白肉在控制心血管疾病上幾乎無差別；美國心臟協會前會長也表示，控制心血管疾病的飲食中可以包含精瘦紅肉，而且其安全攝取量是高於哈佛大學的統計數據。因此，相較於白肉，紅肉目前沒有足夠證據顯示有明顯的健康風險。
對於精瘦紅肉是否健康的問題，美國「自然—醫學期刊」的文章中指出，紅肉的瘦肉中所含左旋肉鹼被腸道中的細菌分解後產生三甲胺，接著被肝臟轉化為氧化三甲胺（TMAO），此氧化物會促進巨噬細胞堆積在血管壁、抑制膽固醇回收路徑、增強血小板凝集活性，可能進而導致粥狀動脈硬化與栓塞的形成，增加罹患心臟病的風險；因此，食用“過量”紅肉對健康有害。
由于脂肪含量、加工处理上的差异，不同的红肉对健康也有不同的影响。食用加工红肉与死亡率增加有很强的关联性，其中，心血管疾病及癌症是主要死因。 亦有证据表明食用未加工红肉可能对人体健康造成负面影响。
2024年，一项对来自20个国家/地区31个队列的197万名成年人（其中10万例发病病例）进行的个人参与者联合荟萃分析显示，肉类消费与2型糖尿病发病率升高相关，其中加工肉類风险升高最显著，未加工红肉次之，禽肉最低。

## 與癌症的相關性
很多營養專家都認為其他肉類比紅肉要健康，因為紅肉中含有很高的飽和脂肪。有一些研究表明紅肉在直腸癌的形成中起了很大作用。
流行病学研究发现，随着加工红肉摄入量的增加，患大肠癌的风险也增加。而白肉（如鸡肉）则没有表现出这种关联。 世界癌症研究基金会（WCRF）和美国癌症研究协会（AICR）认定食用红肉可增加患大肠癌的风险。在英国，约21%的大肠癌都与食用红肉有关。WCRF建议每周摄入的红肉不超过300克（烹煮后的质量），其中“加工红肉应尽可能少”。
已有证据显示，摄入红肉可能增加罹患以下癌症的风险：食道癌、胰腺癌、胃癌、子宫内膜癌、肺癌、膀胱癌。
2010年的一项研究显示，没有充分证据能够表明食用红肉会增加乳癌及前列腺癌的风险。
2015年10月26日，世界卫生组织的国际癌症研究机构发表报告称，食用加工肉类（如培根、香肠、火腿、热狗）和红肉与某些癌症存在关联。